# Xiaomi Redmi 5
Xiaomi Redmi 5 và Xiaomi Redmi 5 Plus (Redmi Note 5 tại Ấn Độ) là bộ đôi điện thoại thông minh được phát triển bởi Xiaomi Inc. được công bố vào ngày 7 tháng 12, 2017. Chúng là một phần của dòng điện thoại thông minh giá rẻ Redmi phát triển bởi Xiaomi. Redmi 5 Plus đã được đổi tên thành Redmi Note 5 cho thị trường Ấn Độ.

## Thông số kỹ thuật

### Phần cứng
Redmi 5 chạy trên bộ vi xử lý Snapdragon 450 trong khi biến thể Plus chạy trên Snapdragon 625. Redmi 5 có màn hình 5,7 "HD + trong khi Plus đi kèm với 5,99" full HD + một, cả hai đều có tỷ lệ khung hình 18: 9. Các thiết bị trông rất giống nhau từ phía trước, sự khác biệt chính là kích thước của chúng. Trên Redmi 5 Plus, camera trước 5 megapixel nằm bên phải tai nghe trong khi đèn flash, được đánh giá ở nhiệt độ màu 4500K, nằm ở bên trái. Ở mặt sau, cảm biến camera 12MP được đặt ngay phía trên cảm biến vân tay. Giao diện của điện thoại ở mặt sau tương tự Redmi Note 4. Cả camera sau của Redmi 5 và Redmi 5 Plus, không giống như Redmi Note 4, hơi nhô ra khỏi phần còn lại của vỏ.
Redmi 5 Plus đi kèm với RAM 3 GB và 4GB so với Redmi 5 đi kèm là 2 GB và 3 GB.  Redmi 5 Plus có bộ nhớ 32 GB và 64 GB trong khi Redmi 5 có dung lượng lưu trữ 16 GB và 32 GB, cả hai đều có bộ nhớ mở rộng thông qua thẻ nhớ microSDXC.

### Phần mềm
Redmi 5 Plus và Redmi 5 đều chạy trên MIUI 10 dựa trên Android Oreo 8.1.

## Đón nhận
Redmi 5 Plus nhận được đánh giá tích cực.  Tiện ích NDTV 360 đánh giá điện thoại 8/10, mô tả nó là một công cụ toàn diện và đáng đồng tiền. Android Autgority đã đánh giá điện thoại 8,5 / 10 và gọi đây là gói hoàn hảo. Tuy nhiên, thiếu NFC, cổng USB loại C và camera gập đã bị chỉ trích.

## Mở bán
Redmi 5 và 5 Plus đã được bán tại EU vào tháng 1 năm 2018 và có giá lần lượt là € 170 và € €. 
Vào ngày 22 tháng 2 năm 2018, trong lần bán điện thoại đầu tiên, bộ phận Xiaomi của Ấn Độ tuyên bố đã bán được hơn 300.000 chiếc Redmi Note 5 (Redmi 5 Plus) và Redmi Note 5 Pro, ở Ấn Độ, trong chưa đầy ba phút và gọi  Đây là đợt giảm giá lớn nhất trong lịch sử điện thoại thông minh Ấn Độ. 